# Salvi Huix i Miralpeix
Salvi Huix i Miralpeix, CO (Santa Margarida de Vallors, municipi de Sant Hilari Sacalm, la Selva, 22 de desembre de 1877 – Lleida, 5 d'agost de 1936) va ser un eclesiàstic i bisbe català. Mort durant la Guerra Civil, ha estat proclamat màrtir i beat per l'Església catòlica.

## Biografia
Va néixer a la casa pairal dels Huix, ja documentada el segle XI. A 12 anys ingressà al seminari de Vic, i el 19 de setembre de 1903 hi fou ordenat sacerdot pel bisbe Josep Torras i Bages. Exercí com a vicari de les parròquies del Coll i de Sant Vicenç de Castellet.
El 1907 ingressà a la Congregació de l'Oratori de Sant Felip Neri i poc després fou nomenat professor d'Ascètica i Mística al seminari de la seva ciutat. Dirigí la Congregació Mariana del bisbat de Vic i el 1921 endegà l'Assemblea de Congregacions Marianes de Catalunya, a Barcelona. El 1923 va organitzar les festes de la coronació canònica de la Mare de Déu de la Gleva, que presidí el futur cardenal Federico Tedeschini, aleshores nunci de la Santa Seu a Espanya.
El 15 d'abril de 1928, a Vic i de mans de monsenyor Tedeschini, fou consagrat bisbe titular de Selymbra i nomenat administrador apostòlic del bisbat d'Eivissa. El 28 de gener de 1935 el papa Pius XI el traslladà al bisbat de Lleida, diòcesi de la qual prengué possessió el 5 de maig següent.
Quan esclatà la Guerra Civil el juliol de 1936, es refugià a casa d'uns amics dins la mateixa ciutat i uns dies després a una masia del Segrià, però quan sabé que molts sacerdots i seglars catòlics eren sistemàticament detinguts, es lliurà voluntàriament a les autoritats revolucionàries. El reclogueren a la presó de Lleida, de la qual sortí amb una vintena de presoners polítics en una operació de salvament in extremis que havia organitzat la Generalitat. Tanmateix, el vehicle que els conduïa cap a Barcelona va ser interceptat per un escamot incontrolat. El bisbe Huix fou dut al cementiri de Lleida i allí afusellat immediatament juntament amb vint persones més.

## Veneració
El seu procés de beatificació es validà el 1995, presentant-se com a causa de martiri. La Congregació per a les Causes dels Sants de l'Església catòlica promulgà el decret de martiri el 27 de juny de 2011, que el declarava màrtir i venerable. És un dels màrtirs de la Beatificació de Tarragona.